# Parque nacional Cabo de Hornos
El Parque Nacional Cabo de Hornos es un parque nacional de Chile establecido en 1945. Se ubica en Tierra del Fuego, en los archipiélagos de las islas Wollaston y de las islas Hermite (coordenadas 55°39'/56°00'S y 67°00'/67°52' O). Administrativamente se sitúa en la provincia de Antártica Chilena, en la Región de Magallanes y de la Antártica Chilena.
La superficie del parque es de 63 093 ha. En la mayor parte del parque crecen bosques con las Hayas del sur. En las cercanías de las costas los pingüinos forman colonias de reproducción. Entre las aves que dominan en estas tierras están los albatros errante o viajero Diomedea exulans y fulmares.
La cima más alta del parque se encuentra en la isla Wollaston, es el monte Hyde, con una altitud de 670 m s. n. m.

## Flora
Dentro de la vegetación de este territorio existe un alto nivel de endemismo, debido a las condiciones climáticas a las que las plantas deben adecuarse. Principalmente, la flora está compuesta por gramíneas, turba (especie de fango de coirón) y por diminutos líquenes y musgos, los que tienen una alta resistencia a las frías temperaturas.
En algunos pequeños sectores se pueden encontrar bosques de ñirres, lengas, canelos y coigües de Magallanes.

## Fauna
Dentro de la población animal del parque, son las aves las que predominan y de ellas la protagonista es el Diomedea exulans, (albatros errante o viajero) el más grande de los albatros, especie que llama la atención por ser el ave voladora más grande que existe, llegando a alcanzar con sus alas extendidas un ancho de 3,5 m.
En notable menor medida se detecta la presencia de algunos mamíferos marinos, y roedores.

## Atractivos
Ser el extremo austral de América, es el principal atractivo de este parque. También es uno de los más destacados hitos en la navegación a vela. El área donde se encuentra fue declarada Reserva de la Biósfera por la Unesco.

## Vías de acceso
Vía marítima
El puerto más cercano es Puerto Williams en isla Navarino, desde donde se puede acceder a Cabo de Hornos en cruceros o embarcaciones privadas.

## Visitantes
Este parque recibe una gran cantidad de visitantes anualmente, chilenos y especialmente extranjeros.
| Año         | 2012  | 2013   | 2014  | 2015  | 2016   | 2017  | 2018 | 2019  | 2020  | 2021 | 2022  | 2023  | 2024  |
| ----------- | ----- | ------ | ----- | ----- | ------ | ----- | ---- | ----- | ----- | ---- | ----- | ----- | ----- |
| chilenos    | 548   | 939    | 1.011 | 1.778 | 2.787  | 334   | s/i  | 98    | 188   | s/i  | 1.406 | 594   | 2.291 |
| extranjeros | 6.057 | 9.220  | 6.532 | 6.555 | 7.620  | 4.678 | s/i  | 1.470 | 5.097 | s/i  | 1.343 | 3.688 | 5.115 |
| Total       | 6.605 | 10.159 | 7.543 | 8.333 | 10.407 | 5.012 | s/i  | 1.568 | 5.285 | s/i  | 2.749 | 4.282 | 7.406 |